# Lee Jae-myung
Lee Jae-myung (koreanisch 이재명, Aussprache [i:t͡ɕɛmjʌ̹ŋ]; * de facto 8. Dezember, de jure 22. Dezember 1963 in Andong, Gyeongsangbuk-do) ist ein südkoreanischer Politiker der sozialliberalen Deobureo-minju-Partei. Seit dem 4. Juni 2025 amtiert er als der Präsident der Republik Korea. Zuvor unterlag er bei der Präsidentschaftswahl in Südkorea 2022 knapp und wurde danach als Mitglied der Nationalversammlung Oppositionsführer. Von 2010 bis 2018 war er der Bürgermeister von Seongnam, der zehntgrößten Stadt Südkoreas. Von Juli 2018 bis Oktober 2021 amtierte er als Gouverneur der Provinz Gyeonggi-do.

## Leben

### Kindheit und Jugendjahre
Seine Familie stammt aus dem Umkreis von Gyeongju. Er wurde im Dezember 1963 als fünftes von sieben Kindern geboren. Sein genaues Geburtsdatum ist aufgrund der prekären Armutsverhältnisse seiner Familie unbekannt. Das von seinem Vater eingetragene Datum beläuft sich auf den 22. Dezember. Laut Aussagen seiner Mutter soll er am 7. oder 8. Dezember geboren worden sein. Laut Eigenaussagen wuchs er in einem schwierigen familiären Umfeld auf. Er hatte viele Fehltage in der Schule aufzuweisen, da sein Heimatort etwa 5 Kilometer entfernt gelegen war. Nach dem Abschluss der Grundschule zog seine Familie im Februar 1976 nach Seongnam. Statt die Mittelschule zu besuchen, fing er an, in einer Halskettenfabrik zu arbeiten. Seine zweite Anstellung war in einer Lötfabrik. Er arbeitete als Minderjähriger unter falschen Papieren und erhielt oftmals den Lohn zu spät. Bei seiner dritten Anstellung verletzte er sich den Finger. Anfang 1977 kam es während seiner Anstellung als Zinnschneider beim Kühlschrankhersteller Aju-Industries zu zwei Arbeitsunfällen, bei denen sein Handrücken aufgerissen wurde. Nach der Insolvenz der Firma im Herbst desselben Jahres wechselte er zu Daeyang Industries; einem Hersteller von Baseballprodukten aus Leder. Im Jahr 1978 geriet seine Hand zwischen eine Industriepresse und er erlitt einen schweren Handgelenksbruch. Einen Besuch im Krankenhaus lehnte er aufgrund finanzieller Schwierigkeiten ab. Sein Arm wuchs infolgedessen verbogen. Er wurde später mit einer Behinderung 6. Grades eingestuft, womit er vom Militärdienst befreit wurde.
Im Frühjahr 1979 ging Daeyang durch den Abschwung der Baseball-Industrie in Insolvenz, weswegen er zu Orient Watch wechselte, einer Tochtergesellschaft des Autoherstellers Orient Precision, wo er in der Lackierabteilung arbeitete. Durch das ständige Einatmen von Benzol- und Aceton-Dämpfen verlor er seinen Geruchssinn, weil 55 % seiner Riechzellen abstarben und sein Nasenbein deformiert wurde. Währenddessen begann er, sich für das Erlangen des nie erreichten Mittelschulabschlusses zu interessieren.
Geplagt von Depressionen und seiner Behinderung begann er mit 17 Jahren den ersten seiner drei Suizidversuche. Beim ersten Versuch erlosch das Kohlebecken von selbst. Beim zweiten Versuch wurde er von seinem Schwager entdeckt, der ihn vom Suizid abhielt. Beim dritten Versuch wollte er eine Überdosis Schlaftabletten nehmen. Ein aufmerksamer Apotheker gab ihm stattdessen harmlose Medikamente. Als die Arbeitszeiten in seiner Fabrik um 30 Minuten verkürzt wurden, nutzte er die Gelegenheit, um eine Abendschule zu besuchen. Er bestand nach drei Monaten die Prüfung zur Aufnahme in die Oberstufe. Ermutigt durch das erfolgreiche Bestehen des Mittelschulabschlusstests erholte er sich allmählich von seiner Depression. Ebenfalls begann er gegen den Willens seines Vaters, der ihn dazu drängte, eine Arbeit zu finden, sich auf die Aufnahme zur Universität vorzubereiten.

### Studium und Juristenprüfung
1979 kam es zum Putsch des 12. Dezember (12·12 군사 반란) durch die Geheimgesellschaft Hanahoe innerhalb des Militärs, wodurch das Kriegsrecht ausgerufen wurde. Die Aufnahmeprüfungen von Universitätsstudenten wurden ausgesetzt und Lee Jae-myungs Studiumsvorhaben löste sich damit auf. Im folgenden Jahr kam es zum Putsch des 17. Mai und der Absetzung der Zivilregierung.
Die darauffolgenden Bildungsreformen führten dazu, dass mit dem Wegfall der Hauptprüfung für ihn das größte Hindernis zur Hochschulaufnahme entfiel.
Er erhielt 285 von 400 möglichen Punkten – genug für die Wirtschaftsfakultät der Seoul National University. Er entschied sich jedoch für die juristische Fakultät der Chung-Ang-Universität, die ein Vollstipendium anbot, das nicht nur die Studiengebühren deckte, sondern auch ein monatliches Taschengeld von etwa 200.000 Won beinhaltete – mehr als doppelt so viel wie sein damaliger Fabrikarbeiterlohn von 80.000 Won.
Am ersten Tag an der Universität erschien Yi in einer Schuluniform – unwissend, dass Universitätsuniformen bereits Mitte der 1970er Jahre abgeschafft worden waren. Sein Stipendium ermöglichte es ihm sogar, seinen älteren Bruder Yi Jae-seon finanziell beim Studium zu unterstützen, welcher später Wirtschaftsprüfer wurde. Auch während seines Studiums arbeitete er wieder bei Orient Watch in der Fabrik.
Mit 23 Jahren bestand Yi die Anwaltsprüfung im Jahr 1986; wenige Tage bevor sein Vater an Magenkrebs starb.

### Arbeit als Anwalt und zivilgesellschaftliches Engagement
1987 besuchte er das Institut für juristische Forschung und Ausbildung (사법연수원) und ließ sich mutmaßlich von den Vorträgen des Menschenrechtsanwalts und zukünftigen Präsidenten Roh Moo-hyun inspirieren, selbst ebenfalls Menschenrechtsanwalt zu werden. Ab seinem zweiten Jahr arbeitete in einer Anwaltskanzlei, wurde im Amtsgericht Seongnam als Richterassistent und als Staatsanwalt im Bezirksamt seiner Heimatstadt Andong tätig.
Nach dem Besuch des Justizausbildungsinstituts (Rangplatz etwa 60 von 297) lehnte er Angebote für Positionen als Richter oder Staatsanwalt ab und eröffnete stattdessen eine Anwaltskanzlei in Seongnam City und übernahm Arbeitsfälle im Seongnam Industrial Complex, Arbeitsunfälle mit ausländischen Arbeitern und die Verteidigung inhaftierter Studenten an der Kyungwon University und der Hankuk University of Foreign Studies sowie Fälle von politischen Gefangenen im Stadtgericht. Zweimal pro Woche besuchte er das Icheon Labor Counseling Center, um die Gewerkschaftsbewegung zu unterstützen und arbeitsrechtliche Beratung anzubieten.
1989 trat er der Organisation Anwälte für eine demokratische Gesellschaft (민주사회를 위한 변호사모임, Minjusahoereul Uihan Byeonhosamoim, kurz: Minbyeon) bei.

### Einstieg in die Politik
Ab 2003 beteiligte sich zugleich als Aktivist bei einer Bürgerbewegung zur Gründung eines städtischen Krankenhauses in der Stadt Seongnam, nachdem zwei bestehende Kliniken geschlossen wurden. Er trat als Mitinitiator und Sprecher auf und sammelte über 18.000 Unterschriften für ein entsprechendes Gesetzesvorhaben.
Bei den 5. landesweiten Kommunalwahlen im Jahr 2010 wurde er erstmals zum Bürgermeister von Seongnam gewählt und schaffte es 2014, bei den 6. landesweiten Kommunalwahlen wiedergewählt zu werden. Während seiner acht Jahre als Bürgermeister beglich er alle Schulden von Seongnam, die sich auf rund 664,2 Milliarden Won beliefen, und erreichte eine durchschnittliche Erfüllungsquote seiner Wahlversprechen von 95 %.
Ab 1. Juli 2010 war er Bürgermeister der Stadt Seongnam. Bei der Präsidentschaftswahl in Südkorea 2017 unterlag Lee in der parteiinternen Vorwahl Moon Jae-in und wurde hinter Ahn Hee-jung Dritter. Am 1. Juli 2018 trat er sein Amt als Gouverneur von Gyeonggi-do an. Er war der Präsidentschaftskandidat seiner Partei für die Wahl 2022, die er mit 0,7 Prozentpunkten Rückstand auf den konservativen Gegenkandidaten Yoon Suk-yeol von der Gungminui-him verlor.
Seit Juni 2022 vertritt er den Sitz B des Bezirks Gyeyang der Stadt Incheon im südkoreanischen Parlament. Einen Monat später wurde er zum Vorsitzenden seiner Partei gewählt.

## Politische Positionen
Innerhalb der links-liberalen Deobureo-minju-Partei gilt Lee als politisch Mitte-links ausgerichtet. In südkoreanischen Medien und der Öffentlichkeit wird er häufig als linksliberal und linkspopulistisch wahrgenommen, weist aber auch wirtschaftsliberale Tendenzen auf. Lee selbst verweist häufig auf den ehemaligen US-Präsidenten Franklin D. Roosevelt und dessen New Deal.
Ein zentraler Kern von Lees Wahlprogramm für die Präsidentschaftswahl 2022 war die Einführung eines bedingungslosen Grundeinkommens. Weiterhin ist Lee der Auffassung, dass der Hauptgrund für die stark steigenden Mietkosten in Südkorea Immobilienspekulationen sind. Deshalb will er durch Gebäude und Land, die in öffentlicher Hand liegen, bezahlbaren Wohnraum schaffen.
Außenpolitisch möchte Lee einen Balance-Akt zwischen den USA und China wagen. Südkorea leidet häufig unter dem amerikanisch-chinesischen Konflikt. Lee ist bemüht um gute Beziehungen zu den USA, kritisierte aber die THAAD-Basis, aufgrund derer Südkorea wirtschaftliche Repressionen seitens China erlitt. So möchte Lee die Beziehungen zu China verbessern. Hinsichtlich Nordkorea möchte er die Sonnenscheinpolitik von Kim Dae-jung und die auf Frieden ausgerichtete Politik von Roh Moo-hyun und Moon Jae-in fortführen.
Lee sprach sich dafür aus, dass seine Partei nicht an den Bürgermeisternachwahlen in Seoul und Busan teilnimmt, nachdem Park Won-soon und Oh Keo-don wegen Anschuldigungen der sexuellen Belästigung aus ihren Ämtern schieden. Lee spricht sich für die Aufhebung von einzelnen Sanktionen gegen Nordkorea aus, auch wenn die Vereinigten Staaten dies ablehnen würden. Innerparteilich gilt er als Moon Jae-in nicht besonders nahestehend.
Lee kündigte an, als Präsident in Energiefragen den Umstieg auf erneuerbare Energieträger voranzutreiben, weil er AKWs für gefährlich und nicht nachhaltig hält.

### Attentat
Lee wurde am 2. Januar 2024 bei einer öffentlichen Veranstaltung in Busan durch einen Messerangriff an der linken Seite des Halses verletzt. Der Vorfall ereignete sich, als der Politiker Fragen von Journalisten auf einer Flughafenbaustelle auf der Insel Gadeok beantwortete. Der Angreifer ging auf Lee zu und bat ihn um ein Autogramm. Danach stach er mit einem 18 cm langen Messer zu, das der Angreifer nach eigenen Angaben online gekauft hatte.
Lee wurde unmittelbar nach der Tat in eine Notaufnahme in der Nähe gebracht und dann mit einem Hubschrauber in ein Krankenhaus in Seoul geflogen. Die Ärzte berichteten, dass die Operation von Lee gut verlaufen sei. Er befinde sich nicht in Lebensgefahr. Der Angreifer wurde nach der Tat überwältigt. Es handelte sich um einen 66-jährigen Mann, der laut der Nachrichtenagentur Yonhap angab, er habe Lee töten wollen. Er trug eine selbst gebastelte blaue Papierkrone mit der Aufschrift „Ich bin Lee Jae-myung“ auf dem Kopf.

### Verurteilung als Oppositionsführer
Im November 2024 wurde Jae-myung wegen Verstoßes gegen das Wahlgesetz zu einer Haftstrafe auf Bewährung verurteilt.

### Präsidentschaft ab 2025
Bei der Präsidentschaftswahl in Südkorea 2025 am 3. Juni 2025 gewann Lee mit 49 % der Stimmen. Seit dem 4. Juni 2025 ist er Präsident Südkoreas.